# Mateusz Sochowicz
Mateusz Paweł Sochowicz (* 28. Februar 1996 in Breslau, Polen) ist ein polnischer Rennrodler.

## Karriere

### Nachwuchsbereich
Sein erstes internationales Rennen bestritt Sochowicz am 29. November 2013 im Rahmen der Jugend-A-Weltcups der Saison 2013/14 in Altenberg, wo er auf Platz 33 fuhr. Auch in Winterberg trat er an und belegte den 26. Platz. Auf eine Teilnahme an den weiteren Saisonrennen verzichtete er, was ihm mit 23 Punkten den 55. Rang der Jugend-A-Weltcupgesamtwertung brachte. Zur Saison 2014/15 rückte er in die nächsthöhere Altersklasse, den Junioren-Weltcup, auf. Bei den polnischen Meisterschaften im Dezember 2014 in Sigulda war Achter im Einsitzer der Männer geworden. Den Saisonauftakt im Junioren-Weltcup mit dem Doppelweltcup in Whistler, der US-amerikanischen Station in Park City und den Junioren-Weltmeisterschaften in Lillehammer hatte das polnische Team aufgrund der unverhältnismäßig hohen Reisekosten und -belastungen ausgelassen, sodass Sochowicz erst zum vierten Saisonrennen Ende Januar in Oberhof startete. Dort wurde er 21. und belegte im Team-Sprint, einer vorübergehenden Testdisziplin, zusammen mit Weronika Kościelniak und Wojciech Chmielewski/Mateusz Żakowicz den siebten Platz, wobei des dem Team gelang, die Konkurrenten aus der Ukraine und Rumänien zu schlagen. Der dortige Weltcup wurde zugleich Race-in-Race als Europameisterschaft gewertet: Sochowicz wurde 17. im Einsitzer der Männer und Sechster der Teamwertung. Beim anschließenden Weltcup in Innsbruck-Igls fuhr Sochowicz im Einsitzer auf Platz 23, im dort ausgetragenen klassischen Teamwettbewerb, in gleicher Besetzung, gelang erneut ein siebter Platz. Auf eine Teilnahme am abschließenden Weltcup in Winterberg wurde verzichtet, weshalb er schlussendlich mit 38 Punkten den 28. Platz der Weltcupgesamtwertung belegte.
Die Saison 2015/16 begann für Sochowicz mit dem Junioren-Weltcup in Lillehammer, wo er nach einem Sturz das Ziel nicht erreichte und Polen wegen eines fehlenden Doppelsitzers im Teamwettbewerb nicht antrat. In Sigulda wurde er 17., am Königssee stürzte er erneut, während in Innsbruck-Igls mit Platz 15 das bis dato beste Ergebnis gelang. Beim Junioren-Weltcup in Altenberg, bei dem zugleich die Junioren-Europameisterschaften ausgetragen wurden, reichte es erneut zu einem 15. Platz in der Weltcupwertung, was Platz 13 der Junioreneuropameisterschaften mit sich brachte. Im Teamwettbewerb fuhr das polnische Team mit Weronika Kościelniak und Artur Zubel/Kacper Skorupka auf den siebenten Platz beider Wertungen. Zum Saisonabschluss in Oberhof fuhr Sochowicz mit Platz 14 sein bestes Saisonergebnis im Junioren-Weltcup ein, was ihm schlussendlich mit 104 Punkten auf Platz 19 in der Gesamtwertung brachte. Beim Saisonhöhepunkt, den Junioren-Weltmeisterschaften in Winterberg, folgte dann mit dem 29. Platz ein ernüchterndes Ergebnis, im Teamwettbewerb trat Polen nicht an. Da die Saison für die Junioren bereits Anfang Februar 2016 beendet war, trat Sochowicz fortan bei den abschließenden Rennen des Rennrodel-Weltcups der Saison 2015/16 an. Bei der Station in Altenberg, die zugleich die Europameisterschaften 2016 darstellte, gab er am 12. Februar 2016 sein Debüt im Nationencup, wo er mit Platz 22 nur Pawel Angelow hinter sich lassen konnte und die Qualifikation für das Hauptrennen verpasste. In der Europameisterschaftswertung führte das zum 26. Platz. Auch zum Saisonabschluss in Winterberg fuhr Sochowicz im Nationencup den 22. Platz ein und verpasste damit erneut die Weltcup-Qualifikation. In der Saisonwertung des Nationencups bedeuteten die 38 Punkte aus den zwei Rennen Platz 43, in der Weltcupgesamtwertung reichte er mit 14 Punkten zu Platz 49.

### Anfänge im Nationalkader

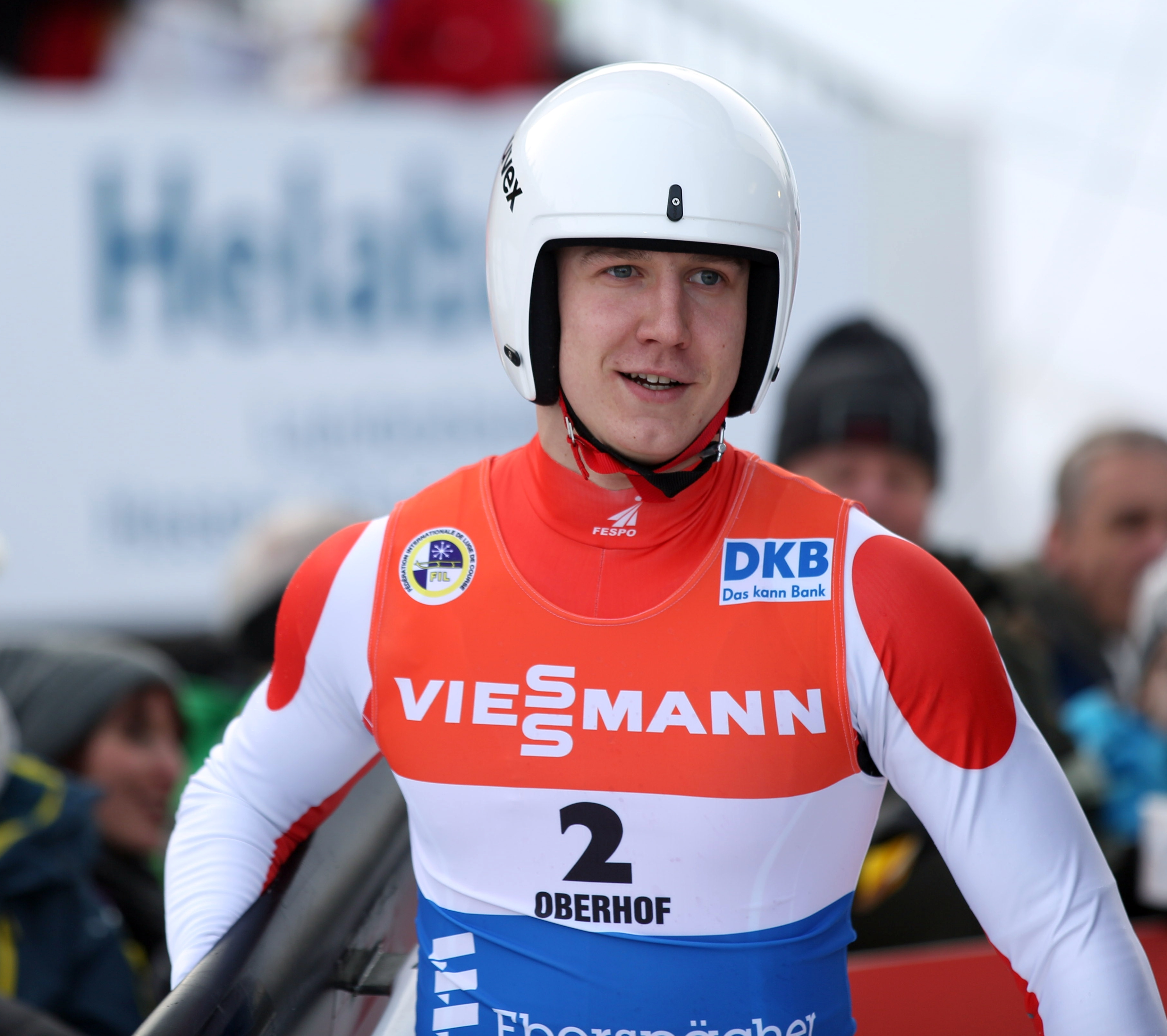
Mateusz Sochowicz beim Weltcup in Oberhof (2017)

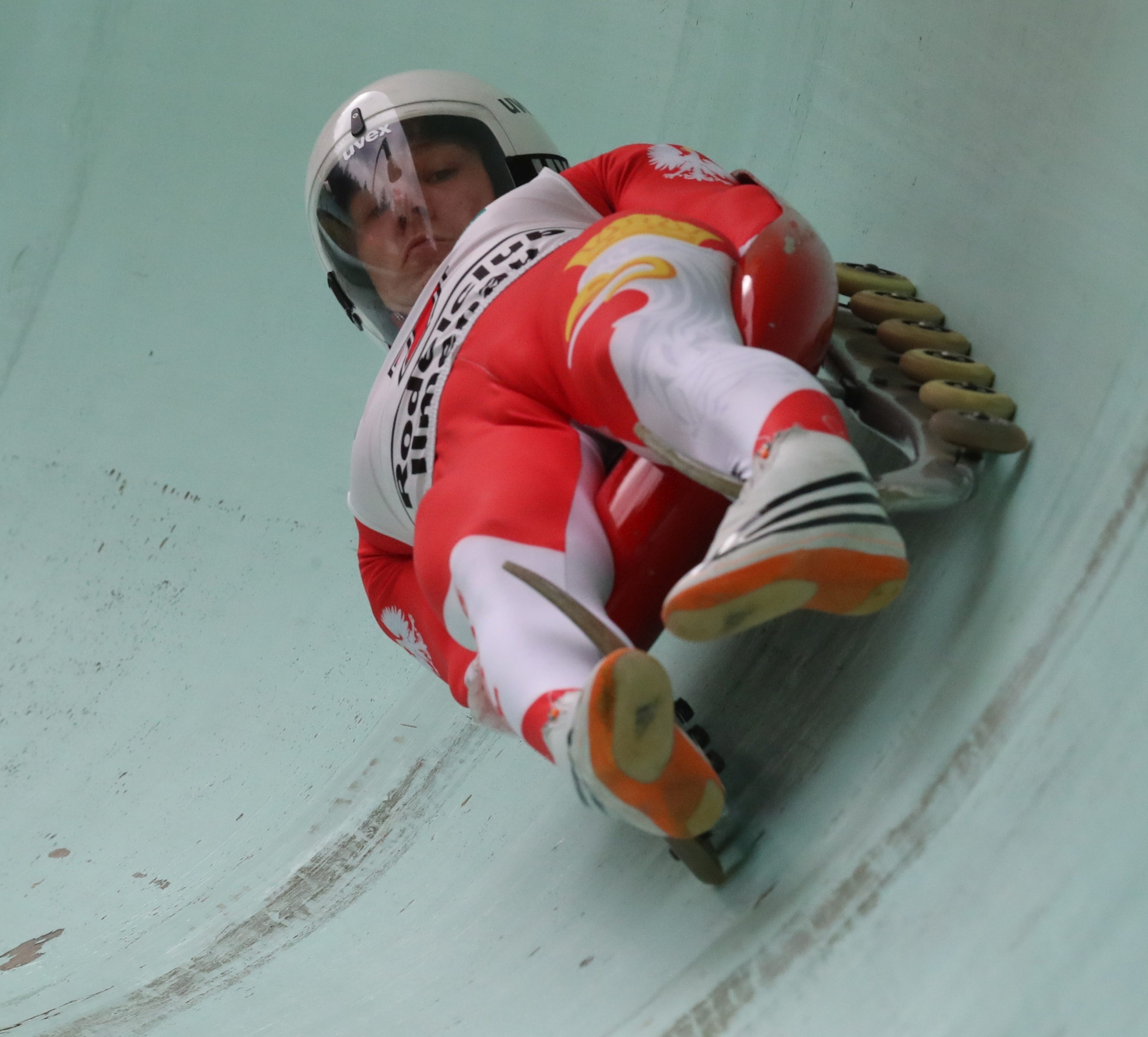
Mateusz Sochowicz beim FIL-Sommerrodelcup in Ilmenau (2018)

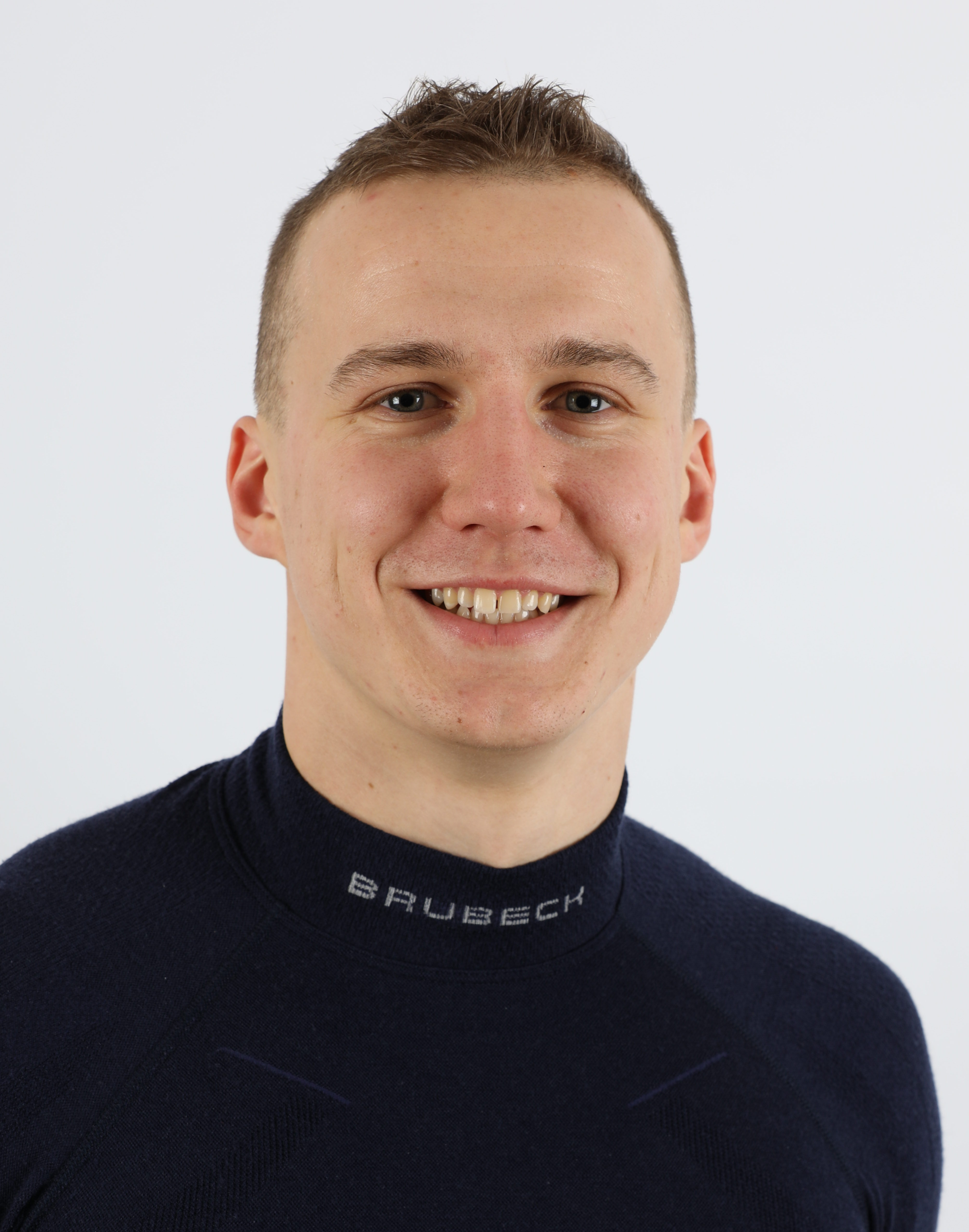
Mateusz Sochowicz (2018)

Beim FIL-Sommerrodel-Cup 2016 wurde er Siebter und rückte zur Saison 2016/17 in den Elite-Nationalkader der Polen auf. Fortan startete er nur noch im Rennrodel-Weltcup bzw. den entsprechenden Qualifikationsrennen. Ende Oktober 2016 wurden die polnischen Meisterschaften ausgefahren: Sochowicz gewann im Einsitzer die Bronzemedaille und zusammen mit Paula Kruk sowie Wojciech Chmielewski / Jakub Kowalewski die Silbermedaille im Mannschaftswettbewerb. Beim Weltcup-Saisonauftakt in Winterberg reichte es mit Platz 26, ebenso wie bei der nachfolgenden Station auf der Olympia-Bobbahn Mount Van Hoevenberg in Lake Placid, wo ein 25. Platz folgte, nicht zur Qualifikation für das Weltcuprennen. Die Station im kanadischen Whistler hatte das polnische Team ausgelassen und trat erst wieder in Park City an. Mit einem 21. Platz gelang das bis dato beste Ergebnis im Nationencup, eine Weltcup-Qualifikation folgte jedoch auch hier nicht. Am Königssee und in Sigulda gab es mit den Plätzen 26 und 25 wieder schwächere Ergebnisse. Am Königssee, zu gleich als Europameisterschaften 2017 gewertet, führte es zu einem 24. Platz der EM-Wertung. Es folgte mit den Weltmeisterschaften 2017 in Innsbruck-Igls der Saisonhöhepunkt: Sochowicz verpasste mit Platz 32 die Qualifikation für den Sprintwettbewerb, wurde 36. der klassischen Disziplin und erreichte Platz 14 in der U23-Wertung. Den Vorzug im Teamstaffelwettbewerb hatte, wie üblich, Maciej Kurowski erhalten. Bei der anschließenden Weltcup-Station Oberhof folgte für Sochowicz mit Platz 19 das beste Saisonergebnis im Nationencup, was auch die erstmalige Qualifikation für den Weltcup bedeutete, wo ein 30. Platz gelang. Den Weltcup im Olympic Sliding Centre von Pyeongchang, der als Testevent für die Olympischen Winterspiele 2018 diente, beendete der Pole auf Platz 20 im Nationencup, womit er knapp an der Weltcupqualifikation scheiterte. Zum Saisonabschluss in Altenberg stürzte er dann im Nationencup und erreichte das Ziel nicht. Mit 125 Punkten reichte es zu Platz 28 in der Nationencupwertung, 42 Punkte und Platz 40 waren es in der Weltcupgesamtwertung. Bei den polnischen Meisterschaften im März 2017 in Sigulda gewann er dann, in Abwesenheit von Kurowski, hinter Wojciech Chmielewski die Silbermedaille im Einsitzer, wurde zusammen mit Tomasz Sieniuta Vierter im Doppelsitzer und gewann mit Paul Kruk und Sieniuta die Silbermedaille im Mannschaftswettbewerb, wobei er hier in Ein- und Doppelsitzer antrat.

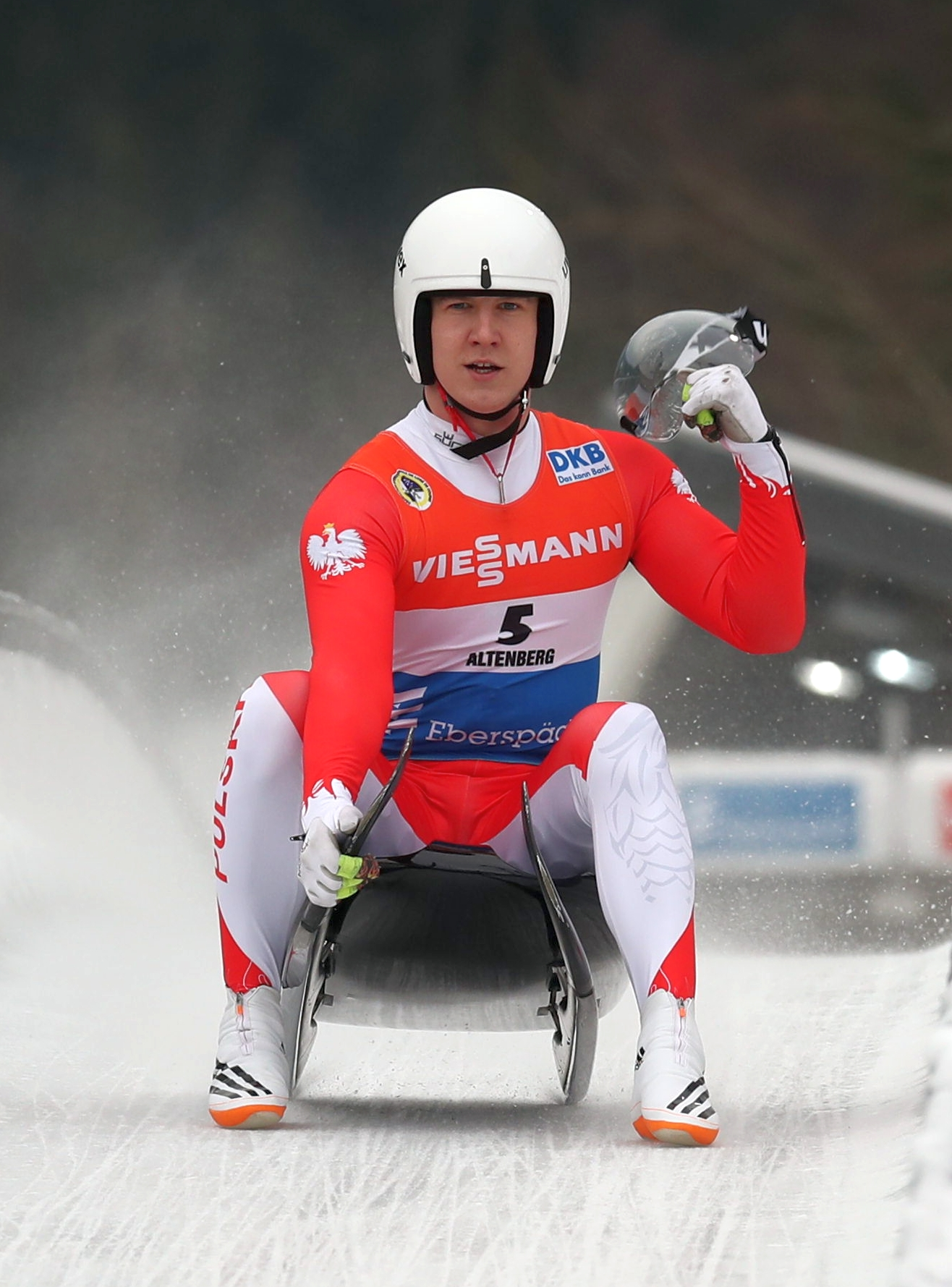
Mateusz Sochowicz beim Weltcup in Altenberg (2017)

Die Olympiasaison 2017/18 startete in Innsbruck-Igls: Sochowicz wurde im Nationencup 25. und verpasste die Weltcup-Qualifikation, was auch in Winterberg mit Platz 21 im Nationencup nicht gelang. In Altenberg folgte mit Platz 15 im Nationencup ein neues Leistungshoch, beim anschließenden Weltcup zeigte er mit Platz 21 zudem eine solide Leistung und schlug seinen Teamkollegen Kurowski deutlich. Es folgt die erstmalige Nominierung für den Teamstaffelwettbewerb, wo er zusammen mit Natalia Wojtuściszyn und Wojciech Chmielewski/Jakub Kowalewski einen guten sechsten Rang, vor dem Team der Vereinigten Staaten, einfahren konnte. In Calgary und Lake Placid gelang mit Platz 17 bzw. 16 jeweils erneut die Weltcup-Qualifikation, in den Hauptrennen folgten mit Platz 26 bzw. 31 aber schwächere Ergebnisse. Beim Jahresauftakt 2017 am Königssee gelang dem Polen dann mit Platz 8 im Nationencup das mit Abstand beste Saisonergebnis. Mit Platz 28 im Hauptrennen konnte er an diese Leistung jedoch nicht anknüpfen. In Oberhof und Lillehammer gelang es ihm, sich mit Platz 11 bzw. 12 solide für den Weltcup zu qualifizieren, mit Platz 30 und 27 folgten dort aber eher durchwachsene Ergebnisse. Der Weltcup in Sigulda, zugleich die Europameisterschaften 2018, brachten einen 19. Platz im Nationencup mit sich, womit Sochowicz die Qualifikation für das Hauptrennen verpasste. In der Saionswertung des Nationencups bedeuteten die 241 erzielten Punkte einen guten 15. Rang, in der Weltcupgesamtwertung wurde es Rang 31 mit 97 Punkten. Den Saisonhöhepunkt bildeten die Olympischen Winterspiele 2018, bei denen Sochowicz im Einsitzer der Männer antrat. Nach einem verpatzten ersten Lauf, reichte es am Ende noch für Platz 27. Bei den polnischen Meisterschaften Anfang März 2018 in Sigulda, die den Saisonabschluss bildeten, fuhr Sochowicz erneut zu Silber, dieses Mal hinter Maciej Kurowski. Zudem erreichte er im Doppelsitzer mit Karol Mikrut einen vierten Platz.
Beim FIL-Sommerrodel-Cup 2018 in Ilmenau hatte Sochowicz im September 2018 den sechsten Platz belegt. Den Auftakt der nacholympischen Saison 2018/19, die traditionell einige Veränderungen im Starterfeld mit sich bringt, in Innsbruck-Igls machte für Sochowicz ein 14. Platz im Nationencup, dem ein 25. Platz im Weltcuprennen folgte. Whistler mit Platz 20 im Nationencup und der verpassten Qualifikation stellten zunächst einen Rückschritt dar, ehe mit einem dritten Platz im Nationencup in Calgary die Überraschung gelang. Der 29. Platz im anschließenden Hauptrennen war hingegen eine Enttäuschung für den Polen. Mit Platz 11 (Nationencup) und 21 (Weltcup) folgten in Lake Placid zwei solide Ergebnisse zum Abschluss der Nordamerika-Tour des Weltcups. Wegen einer Verletzung musste Sochowicz dann auf die Rennen am Königssee und in Sigulda verzichten und kehrte er in Altenberg wieder zurück. Platz 16 im Nationencup und 23 im Weltcup waren erneut solide. Den Saisonhöhepunkt, die Weltmeisterschaften 2019 im deutschen Winterberg schloss er mit Platz 19 in der Sprint-Qualifikation, Platz 19 in der klassischen Disziplin und einem siebenten Platz im Teamstaffelwettbewerb mit Ewa Kuls-Kusyk sowie Chmielewski/Kowalewski ab. Dabei gelang es unter anderem das stärker einzuschätzende Team aus Rumänien zu schlagen. Solide verlief auch die folgende Weltcupstation in Oberhof, das zugleich Austragungsort der Europameisterschaften 2019 war. Mit den Plätzen 13 im Nationencup und 21 im Weltcup sowie Platz 17 in der EM-Wertung folgte auch die Qualifikation für den Teamstaffelwettbewerb, wo das polnische Team, in gleicher Besetzung wie bei den Weltmeisterschaften, Achte bzw. Sechste der EM-Wertung wurde. Die abschließende Weltcupveranstaltung im Sliding Center Sanki (Sotschi) beendete Sochowicz mit einem 8. Platz im Nationencup und einem 18. Platz im Weltcup. In der Saisonwertung des Nationencups bedeutete das mit 250 Punkten erneut den 15. Rang – wie bereits im Vorjahr – und bei 117 Punkten Rang 30 in der Weltcupgesamtwertung. Im März 2019 wurde er dann, in Abwesenheit von Kurowski, erstmals polnischer Meister im Einsitzer der Männer. Mit Dominik Houhoud wurde er Siebter im Doppelsitzerwettbewerb und fuhr im Mannschaftswettbewerb mit Weronika Bryk sowie Jakub und Mateusz Karaś auf Rang 6.

### Etablierung im Weltcup

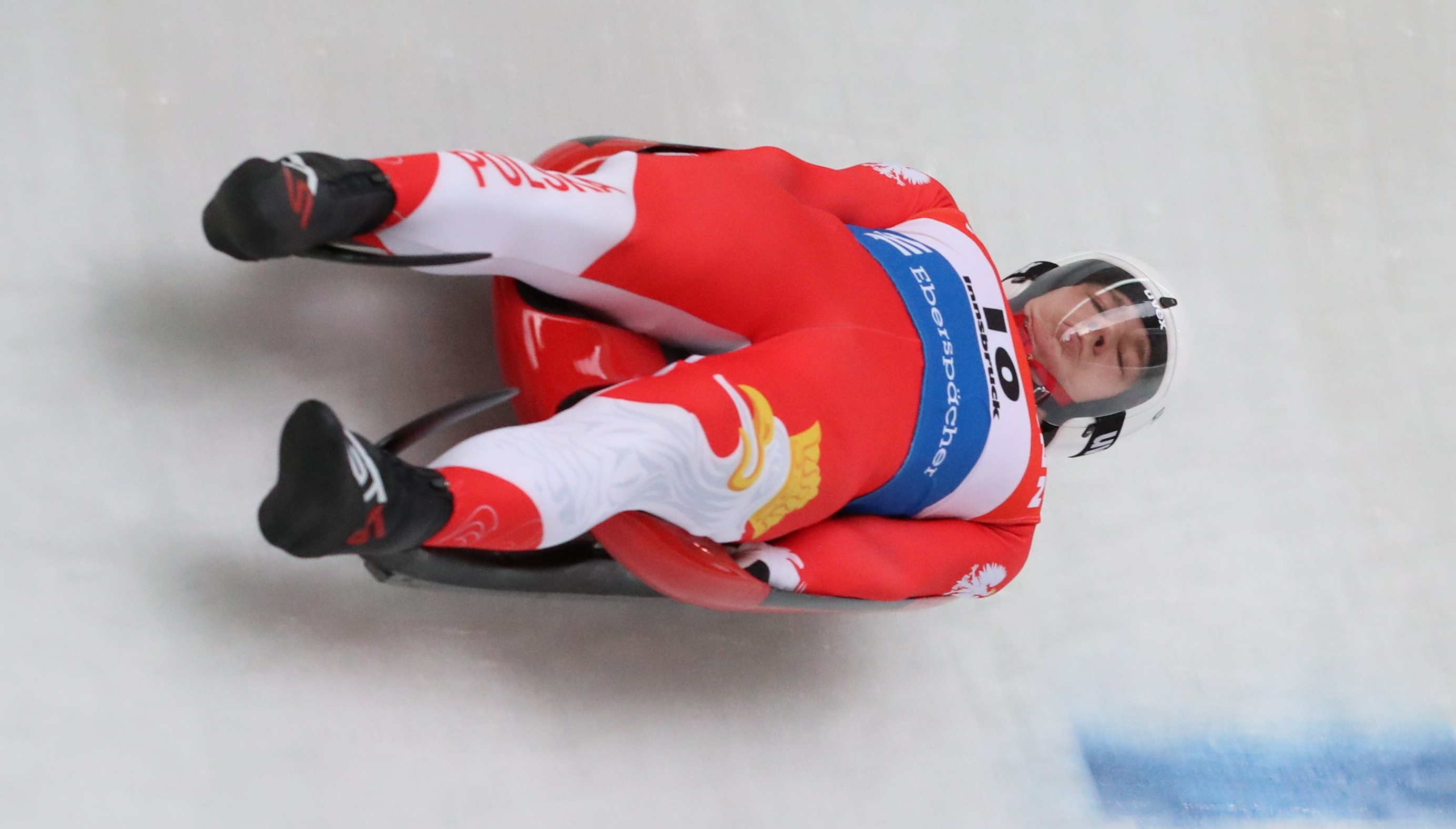
Mateusz Sochowicz beim Weltcup in Innsbruck-Igls (2019)

Nach dem Rücktritt Maciej Kurowskis wurde Mateusz Sochowicz zur Saison 2019/20 die Nummer eins des polnischen Männer-Einsitzer-Teams. Im Nationencup zum Saisonauftakt in Innsbruck-Igls gelang ein 9. Platz, gefolgt von Platz 23 im Weltcup und einem 8. Platz in der Teamstaffel zusammen mit Klaudia Domaradzka sowie Chmielewski/Kowalewski. Ein weiterer 9. Platz im Nationencup von Lake Placid sowie ein 20. Platz im dortigen Weltcup sowie die Plätze 11 (Nationencup) und 22 (Weltcup) in Whistler, rundeten einen soliden Saisonstart für Sochowicz ab. In Altenberg folgten ein zehnter Platz im Nationencup sowie der 24. Rang im Hauptrennen. Bei den Stationen in Lillehammer, zugleich Europameisterschaften 2020, und Sigulda zeigte sich ein kurzzeitiges Formtief. Während es in Lillehammer nur zur Platz 16 im Nationencup und Platz 28 (22. der EM-Wertung) sowie zusammen mit Domaradzka und Chmielewski/Kowalewski Platz 7 in beiden Wertungen der Teamstaffel reichte, wurde Sigulda mit Platz 22 im Nationencup und der verpassten Qualifikation für den Weltcup zum Tiefpunkt der Saison. Erst in Oberhof lief es mit den Plätzen 11 im Nationencup, 25 im Weltcup sowie 6 in der gewohnten Besetzung der Teamstaffel wieder besser. Der wieder leicht ansteigende Formtrend setzte sich auch bei den Weltmeisterschaften 2021 in Sotschi fort: Platz 22 in Sprint-Qualifikation und der klassischen Disziplin wurde mit einem siebenten Platz in der Teamstaffel komplettiert. Bei der Weltcupveranstaltung in Winterberg, die von den Absagen mehrerer Nationalteams aufgrund schlechter Eisbedingungen gelangen ein 9. Platz im Nationencup, gefolgt vom 14. Platz im Weltcup, dem besten Saisonergebnis, und Platz 4 in der Teamstaffel mit Natalia Jamróz sowie Chmielewski/Kowalewski. Den Weltcupabschluss bildete die Rennen am Königssee: Platz 17 im Nationencup und 22 im Weltcup, gefolgt von einem schwachen neunten Rang in der Teamstaffel mit Jamróz und Chmielewski/Kowalewski. Die Saisonwertung des Nationencups ergab mit den 289 erzielten Punkten einen starken 10. Rang, im Gesamtweltcup wurde es Rang 25 bei 155 Punkten. Die erneute polnische Meisterschaft im Einsitzer der Männer und die erste Meisterschaft im Mannschaftswettbewerb – gemeinsam mit Anna Bryk und Wojciech Chmielewski/Arkadiusz Dybalski – bildete im März 2020 den Saisonabschluss.

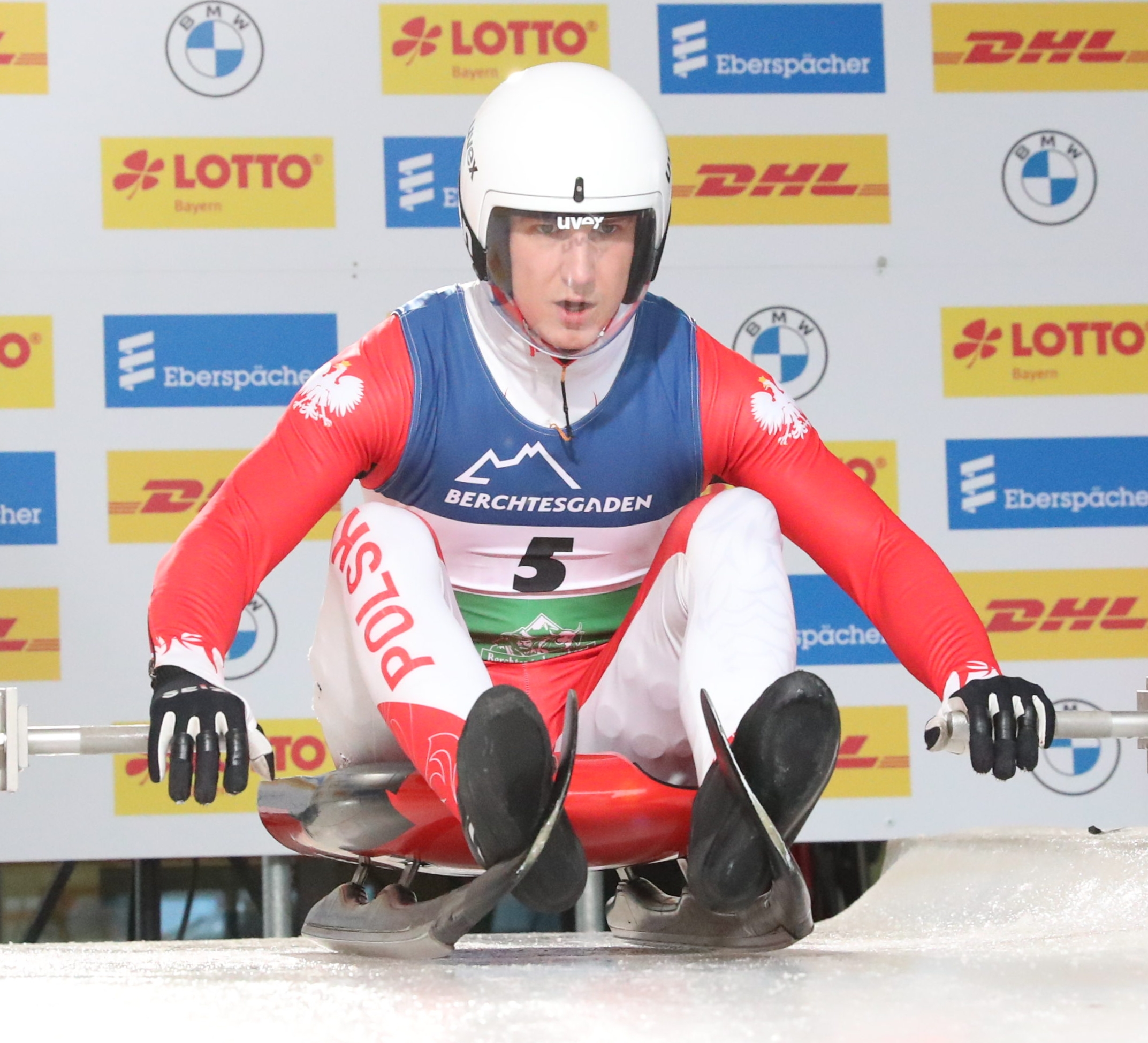
Mateusz Sochowicz bei den Weltmeisterschaften 2021 am Königssee

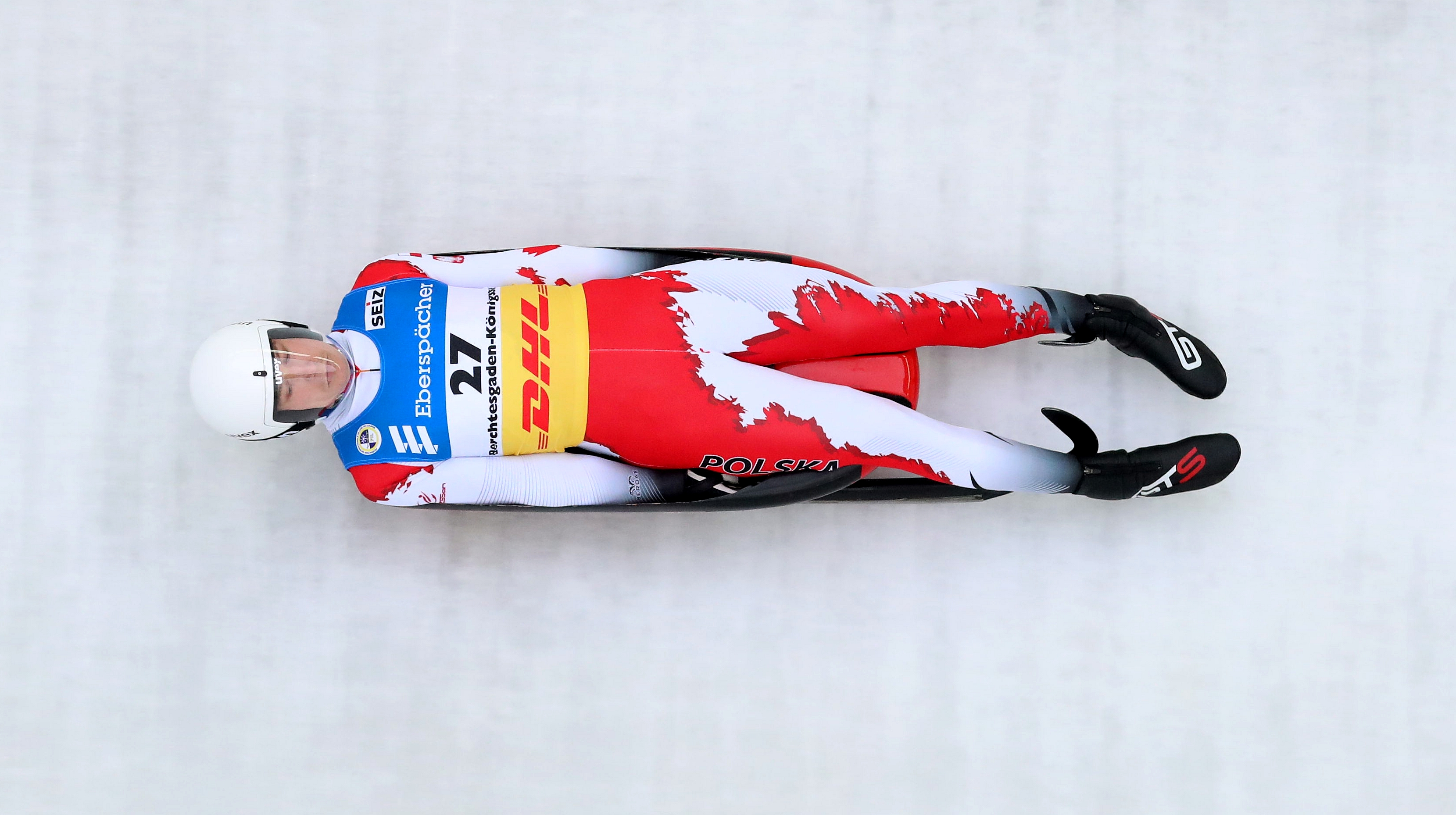
Mateusz Sochowicz bei den Weltmeisterschaften 2021 am Königssee

Geprägt von der COVID-19-Pandemie startete die Saison 2020/21, in der zum ersten Mal drei Weltcupwertungen erstellt wurden: Eine für den Gesamtweltcup, eine für den Weltcup der klassischen Disziplin und eine für den Weltcup im Sprint. Eine Qualifikation für den Sprint, der bei drei Weltcupstationen ausgetragen wurde, erreichen grundsätzlich nur die Top 15 des jeweiligen Hauptrennens, zu denen Sochowicz in dieser Saison nicht zählte. Beim Saisonauftakt in Innsbruck-Igls gelangen ein 7. Platz im Nationencup, gefolgt von einem Sturz im 2. Durchgang des Hauptrennens, der den 32. Platz bedeutete. Aufgrund fehlender Starterin im Einsitzer der Frauen, gab es keine polnische Teamstaffel. In Altenberg folgten Platz 8 im Nationencup und 17 im Weltcup. Die polnische Teamstaffel mit Jamróz und Chmielewski/Kowalewski wurden Achte. Bei Oberhof I gelang der Teamstaffel um Domaradzka und Chmielewski/Kowalewski hinter Deutschland und Österreich ein überraschender dritter Platz und Sochowicz stand somit das erste Mal auf einem Weltcuppodest. In seinen Einsitzerwettbewerben hatte er mit dem fünften Platz im Nationencup und Rang 18 im Weltcup bereits gute Ergebnisse zeigen können. In Winterberg und am Königssee folgten mit zwei zehnten Plätzen im Nationencup erneut gute Ergebnisse, in den Weltcuprennen folgten die Plätze 25 und 22. Die Teamstaffel am Königssee mit Domaradzka und Chmielewski/Kowalewski beendete das Rennen als Siebter, der auch beim Rennen in Sigulda, das zugleich als Europameisterschaften 2021 gewertet wurde. Platz 13 im Nationencup, 20 im Weltcup und 17 in der EM-Wertung rundeten Sochowicz Wochenende ab. Im Nationencup von Oberhof II folgte mit Platz 4 das beste Saisonergebnis von Sochowicz, Platz 22 bei schwierigen Witterungsbedingungen im Weltcup folgte. Mit Platz 10 im Nationencup von Innsbruck-Igls II und einem erneuten 22. Platz im Weltcup, ging es zu den an den Königssee verlegten Weltmeisterschaften 2021. Platz 28 in der Sprint-Qualifikation, Platz 16 in der klassischen Disziplin waren durchwachsen, aufgrund eines Sturzes von Klaudia Domaradzka erreichte die Teamstaffel beim Saisonhöhepunkt nicht das Ziel. In St. Moritz–Celerina zum Saisonabschluss lief es wieder besser: Mit Platz 7 im Nationencup endete die Saison, wie sie in Innsbruck-Igls auch begonnen hatte, Platz 18 im Weltcup, die Teamstaffel musste abgesagt werden. Die Nationencupwertung der Saison beendete mit 387 Punkten auf dem Bronzerang. In der Weltcupwertung wurde er mit 173 Punkte 19., was zum 20. Rang in der Gesamtwertung führte.

### Vorbereitung auf die Olympischen Winterspiele 2022
Nachdem das ursprünglich für die Saison 2020/21 geplante Testevent für die Olympischen Winterspiele 2022 auf der Nationalen Bob- und Rodelbahn Xiaohaituo in Yanqing aufgrund der COVID-19-Pandemie abgesagt werden musste, bildeten internationale Trainingswochen auf der Olympiabahn ab Anfang November 2021 den Auftakt der Olympiasaison 2021/22. Sochowicz war als Nummer eins des polnischen Männer-Einsitzer-Teams in diese Saisonvorbereitung gestartet. Am 8. November ereignete sich dann ein schwerer Unfall beim Training. Sochowicz, der den Trainingslauf vom Frauenstart aus begann, prallte mit hoher Geschwindigkeit auf Höhe der Vereinigung des Startabschnitts von Frauen und Doppelsitzer mit der eigentlichen Bahn gegen eine fälschlicherweise geschlossene Bande. Dabei zog sich der Pole unter anderem eine Fraktur des linken Unterschenkel zu, wurde zur Behandlung in ein Krankenhaus verbracht und musste operiert werden. In der Folge machte er dem Bahnpersonal schwere Vorwürfe. Juan Antonio Samaranch junior, Präsident des Koordinierungsausschusses des Internationalen Olympischen Komitees für die Olympischen Winterspiele 2022, kündigte eine Untersuchung der Unfallumstände durch den Rennrodel-Weltverbandes Fédération Internationale de Luge de Course an. Dessen Exekutivdirektor Christoph Schweiger führte den Unfall, nach Abschluss der Untersuchungen, auf menschliches Versagen zurück. Am 12. November konnte Sochowicz das Krankenhaus verlassen. Patryk Przerywacz, Physiotherapeut des polnischen Rennrodel-Teams, prognostizierte eine Ausfallzeit von zehn Wochen für Sochowicz. Der Unfall wurde in den chinesischen Medien zensiert. Nur die staatliche Nachrichtenagentur Xinhua gab eine kurze Meldung heraus, die jedoch Minuten später wieder gelöscht wurde. Sochowicz kritisierte die offensichtlich überforderten Einsatzkräfte: „Das Bahnteam war sehr inkompetent. Sie wussten überhaupt nicht, was sie tun sollen. Jemand kam zu mir und versuchte, meinen freigelegten Knochen mit einem Handschuh zu berühren.“

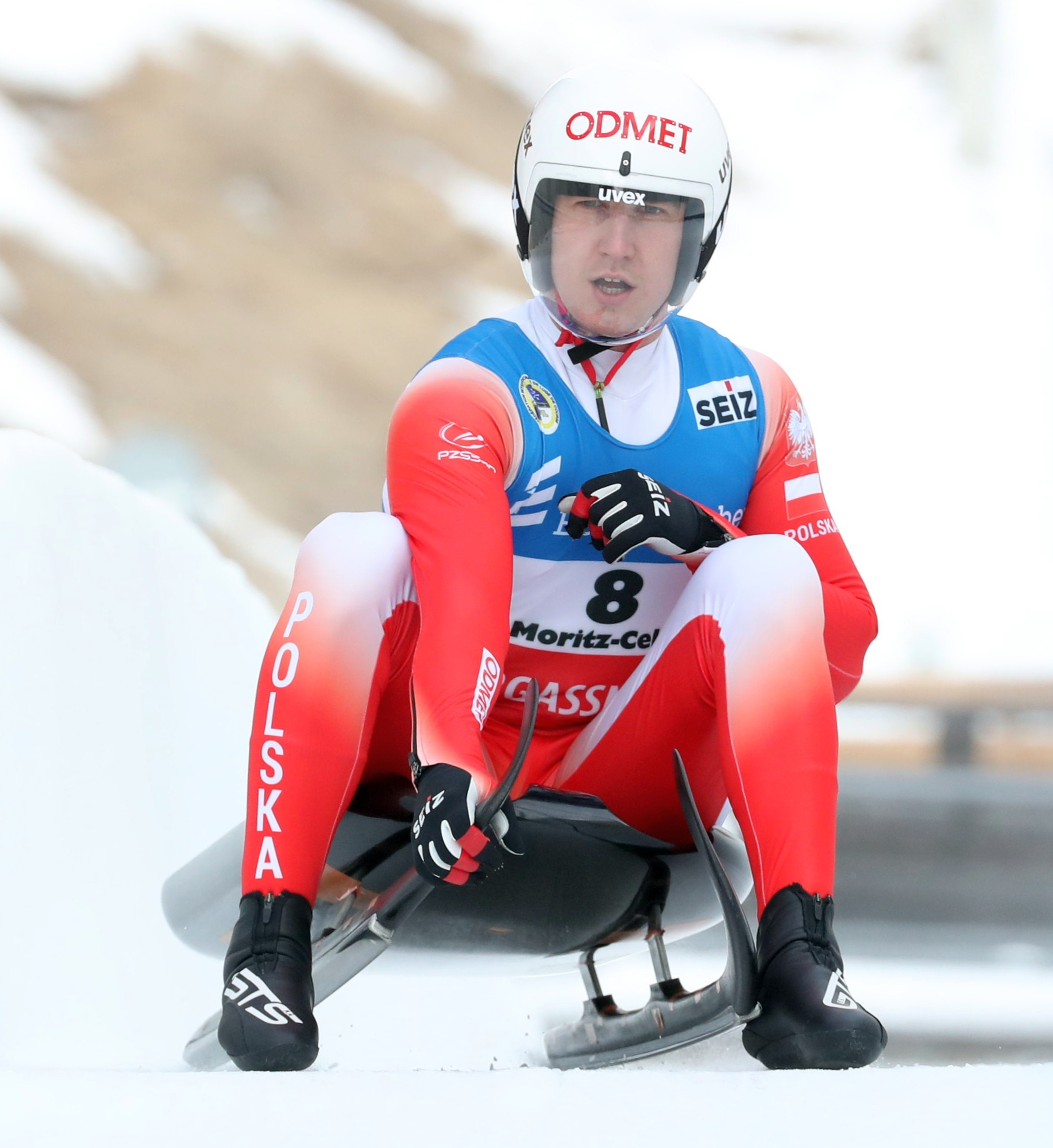
Mateusz Sochowicz bei seiner Rückkehr in den Weltcup in St. Moritz–Celerina im Januar 2022

Nach dem Abschluss von Rehabilitationsmaßnahmen, die Sochowicz in Posen absolvierte, kehrte er Mitte Januar 2022 in das Bahntraining zurück. Am Rande des Rennrodel-Weltcups von Oberhof absolvierte er unter anderem Trainingsfahrten vom Junioren- und Frauenstart. Vom polnischen Rennrodelverband wurde er daraufhin für die Olympischen Winterspiele nominiert und erhielt den Quotenplatz, den sein Teamkollege Kacper Tarnawski dem Verband gesichert hatte. Tarnawski selbst erhielt keinen Olympiastartplatz, da Polen lediglich über einen Quotenplatz verfügen konnte. Im Rahmen des Weltcupfinales auf dem Olympia Bob-Run St. Moritz–Celerina, welches zugleich als Europameisterschaften gewertet wurde, kehrte Sochowicz in das Wettkampfgeschehen zurück. Im Nationencup gelang mit einem zehnten Platz die sichere Qualifikation für das Weltcuprennen, welches er auf Rang 27 und somit auch als 22. der EM-Wertung beenden konnte. In der Teamstaffel mit Klaudia Domaradzka sowie Wojciech Chmielewski und Jakub Kowalewski reichte es zu einem sechsten Platz in Weltcup- und Europameisterschaftswertung. Die Saisongesamtwertungen beendete Sochowicz als 45. des Nationencups und 48. des Gesamtweltcups und klassischen Disziplinenweltcups. Bei den Einsitzerrennen der Männer im Rahmen der Olympischen Winterspiele belegte Sochowicz nach drei stabilen Läufen den 25. Platz, er verpasste damit die Qualifikation für den finalen vierten Lauf.

### Schwierige Rückkehr in den Weltcup

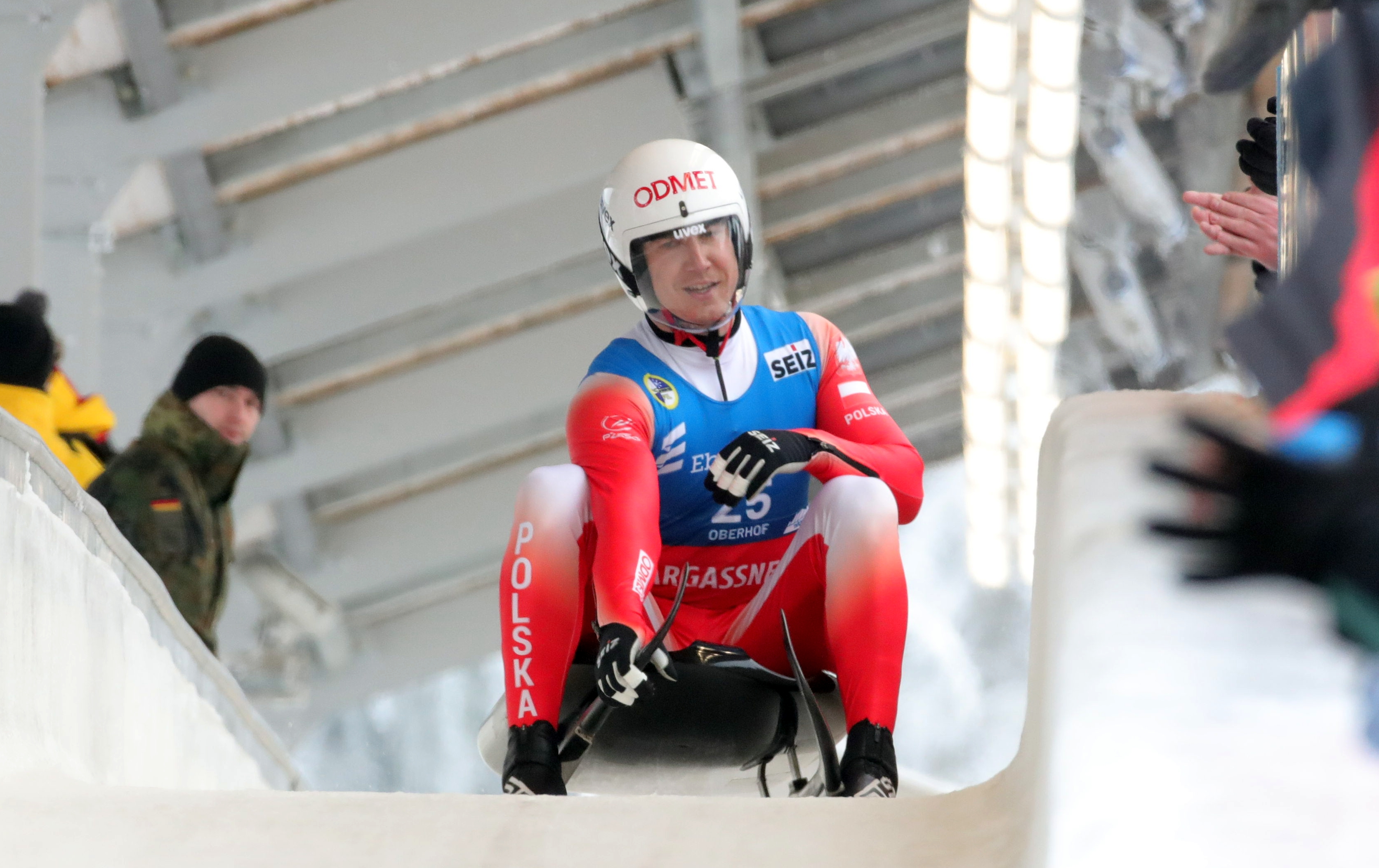
Sochowicz bei den Weltmeisterschaften 2023 in Oberhof

Die Vorbereitung für die Saison 2022/23 konnte Sochowicz weitgehend ohne Einschränkungen absolvieren. Beim Saisonauftakt in Innsbruck-Igls gelang als 15. des Nationencups die Qualifikation für das Weltcuprennen, welches er auf Ran 24 beendete und damit die Qualifikation für den Sprint verpasste. Auf die Reise zu den Übersee-Weltcups nach Whistler und Park City verzichtete er, Arkadiusz Trojga startete für die polnischen Männer-Einsitzer. In Sigulda wurde zu Beginn des Jahres 2023 ein Doppel-Weltcup ausgetragen. Beim ersten der beiden Weltcupwochenenden gelang Sochowicz als Zehnter des Nationencups die Qualifikation für das Hauptrennen, welches er auf Platz 18 beendete. Mit der Teamstaffel um Domaradzka und Chmielewski/Kowalewski beendete er das Rennen auf dem fünften Platz. Das zweite Weltcupwochenende von Sigulda wurde zugleich als Europameisterschaften 2023 gewertet. Im Nationencuprennen stürzte Sochowicz im unteren Bahnteil und erreichte das Ziel nicht. Da jedoch nur 17 Starter angetreten waren, erhielt er trotz dessen einen Startplatz für das Weltcuprennen, welches er erneut auf dem 18. Platz beendete, was ihm den 15. Rang der EM-Wertung einbrachte. Die Teamstaffel, angetreten in gleicher Besetzung wie eine Woche zuvor, wurde disqualifiziert, da der Doppelsitzer Chmielewski/Kowalewski das Touchpad verpasste. Beim Saisonhöhepunkt, den Weltmeisterschaften 2023 in Oberhof verpasste Sochowicz die Qualifikation für den Sprint, das Rennen in der klassischen Disziplin beendete er als Achtzehnter, die Teamstaffel fuhr – in der üblichen Besetzung – auf Rang 6. Nach den Weltmeisterschaften beendete er die Weltcup-Saison für sich, Arkadiusz Trojga vertrat die polnischen Männer fortan wieder. Die Nationencupwertung beendete er mit 62 Punkten auf Rang 31, den Weltcup beendete er mit 64 Punkten ebenfalls auf Rang 31.

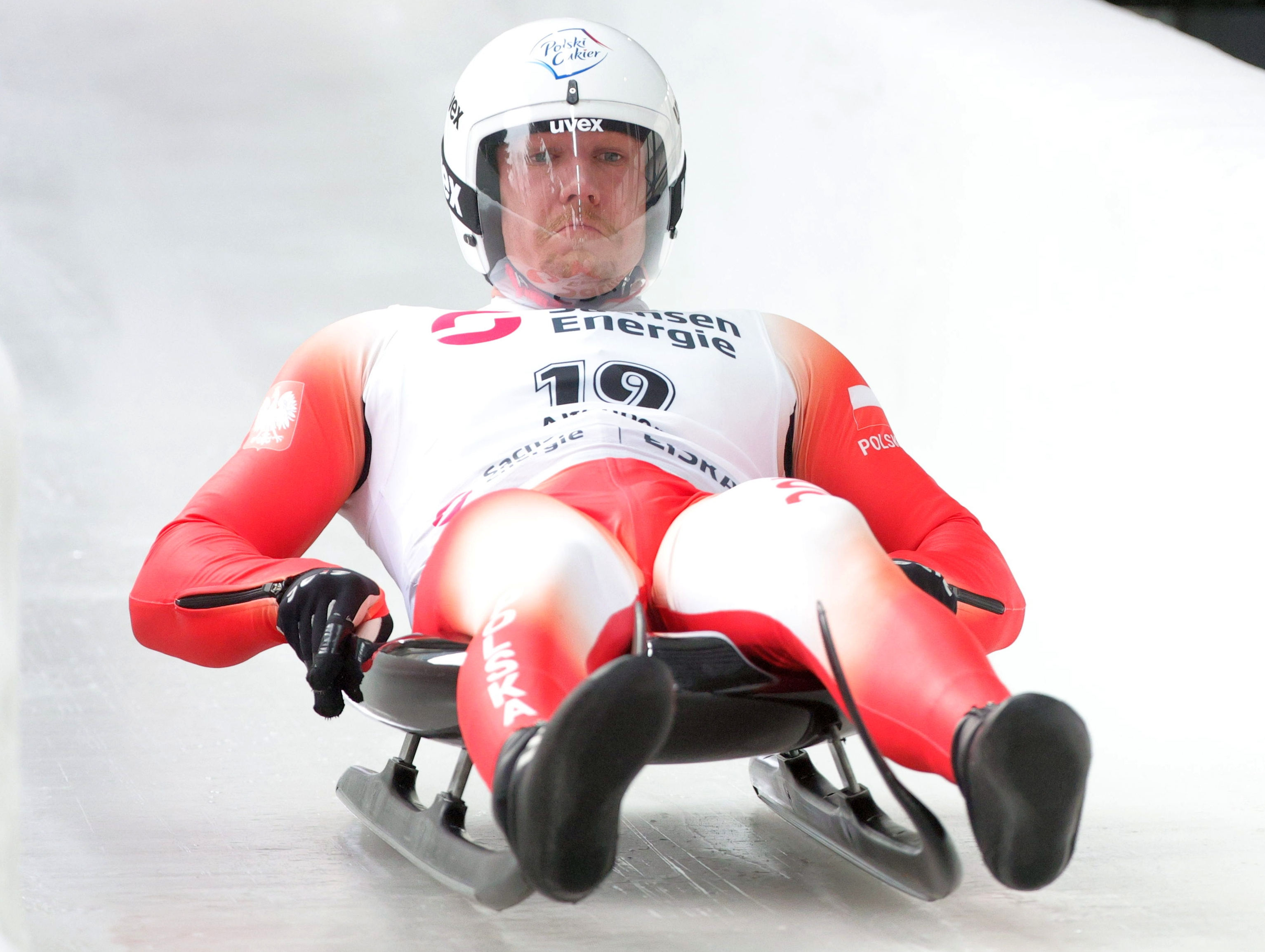
Sochowicz bei den Weltmeisterschaften 2024 in Altenberg

Beim Auftakt in die Saison 2023/24 in Lake Placid gelang nach einem sechsten Platz im Nationencup die Qualifikation für das Weltcuprennen, in dem er einen eher schwachen 21. Platz von 26 Startern belegte. Beim Nationencup in Whistler kam er nach einem Sturz nicht ins Ziel, konnte beim Weltcup jedoch aufgrund der geringen Zahl von gemeldeten Rodlern trotzdem an den Start gehen und belegte auch dort Platz 21. Mit der Teamstaffel um Klaudia Domaradzka, Wojciech Chmielewski und Jakub Kowalewski sowie Nikola Domowicz und Dominika Piwkowska, die erstmals mit Frauen-Doppelsitzer ausgetragen wurde, belegte er den siebten Rang. Zum Start ins Jahr 2024 belegte Sochowicz beim Nationencup in Winterberg Platz 14 und im Weltcuprennen den 22. Rang; mit der Teamstaffel, die in gleicher Besetzung wie in Whistler antrat, belegte er den vierten Platz. In Innsbruck-Igls, wo auch die Europameisterschaften 2024 ausgetragen wurden, fuhr er im Nationencup auf den siebten Platz, wurde im Weltcup 24. und belegte damit in der EM-Wertung den 21. Platz, die Teamstaffel fuhr auf Rang 8 in der Weltcupwertung und Rang 7 von 7 Startern in der EM-Wertung – ein insgesamt eher enttäuschendes Ergebnis. Bei den anschließenden Weltmeisterschaften 2024 belegte Sochowicz überraschend den 13. Platz in der klassischen Disziplin. Die Teamstaffel, die in der üblichen Besetzung fuhr, beendete das polnische Team auf dem siebten Platz. Bei den folgenden Weltcuprennen in Altenberg und den Doppelveranstaltungen von Oberhof und Sigulda trat er nicht an. Die Saisonwertungen im Weltcup der klassischen Disziplin und Gesamtweltcup beendete er mit 76 Punkten auf dem 28. Platz, die Nationencupwertung schloss er mit 124 Punkten auf dem 22. Rang ab.

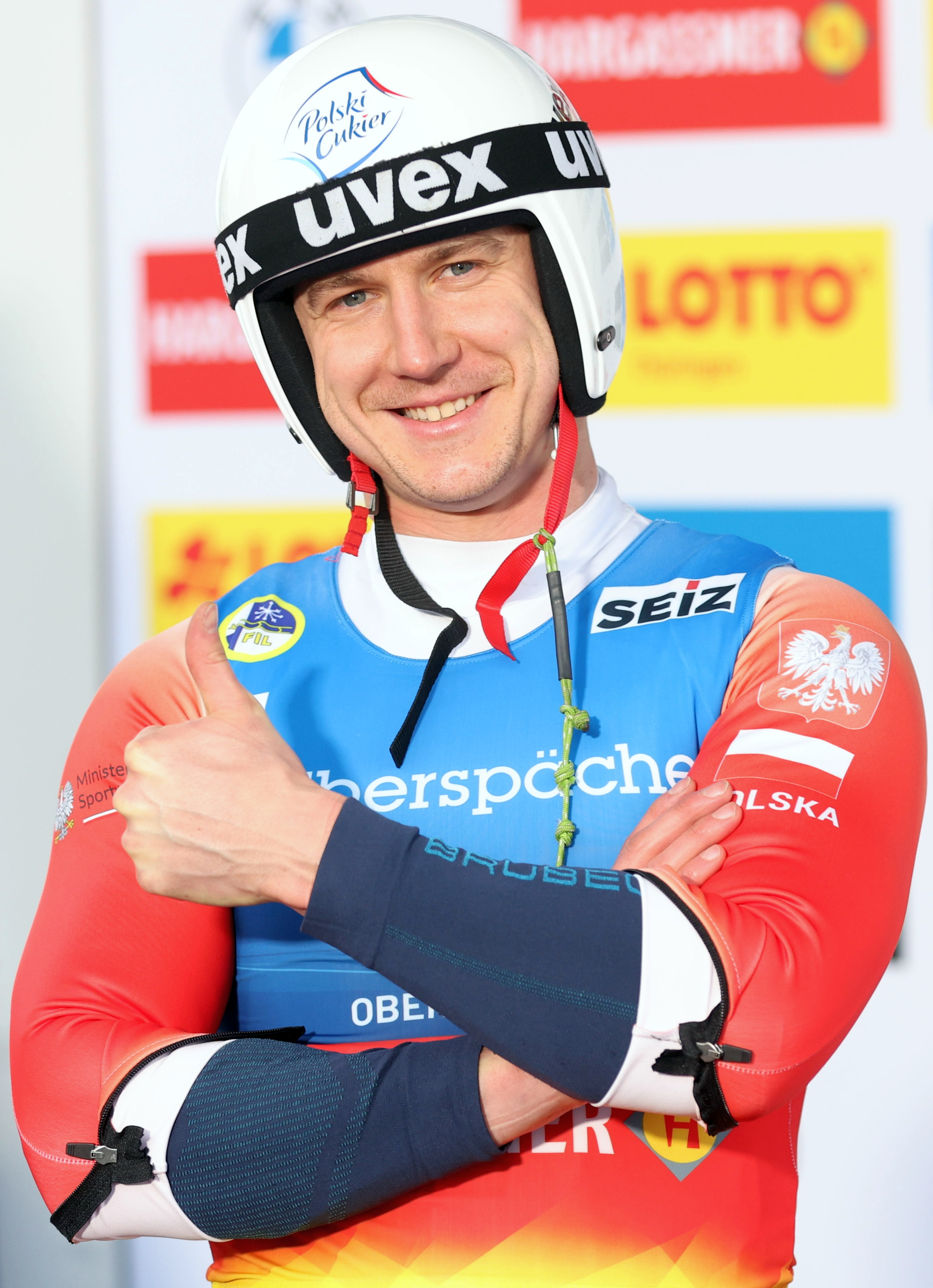
Sochowicz beim Weltcup Oberhof I im Dezember 2024

Den Nationencup von Lillehammer zum Auftakt der Saison 2024/25 beendete Sochowicz auf einem enttäuschenden 15. Platz, es gelang zwar die Qualifikation für das Weltcuprennen, welches für ihn jedoch auf Platz 25 nach dem ersten Lauf beendet war. Die Fédération Internationale de Luge hatte die Startregelungen vor dem Saisonbeginn angepasst, sodass nur noch die Top 20 sich für den zweiten Lauf der Rennen qualifizieren. Bei der nachfolgenden Premiere des Mixed-Weltcups trat er zusammen mit Klaudia Domaradzka an, nach schweren Fahrfehlern von Domaradzka kamen sie mit einem Rückstand von mehr als 10 Sekunden auf Rang 21 von 23 Startern ins Ziel. Im Nationencup von Innsbruck-Igls fuhr er auf den siebten Rang, das Weltcuprennen beendete er auf dem 27. Rang und verpasste dabei erneut den zweiten Lauf. Die nachfolgende Teamstaffel musste aufgrund technischer Probleme abgesagt werden. Auch beim Weltcup Oberhof I gelang die Qualifikation für den Weltcup, den Nationencup hatte Sochowicz als Vierter beendet. Es gelang ihm auch die Qualifikation für den zweiten Lauf und erzielte mit Rang 14 sein bestes Saisonergebnis. Beim Teamstaffelrennen wurde die polnische Mannschaft disqualifiziert, da Klaudia Domaradzka das Pad zum Auslösen des Starttores verpasst hatte. Zum Start in das Jahr 2025 qualifizierte sich Sochowicz als Neunter des Nationencups von Sigulda für das Weltcuprennen, verpasste auf dem 23. Platz jedoch erneut den zweiten Lauf. In der Teamstaffel, in der er mit der Besetzung Domaradzka, Chmielewski/Kowalewski und Domowicz/Piwkowska angetreten war, kamen sie nach einem Sturz des Frauen-Doppelsitzers nicht ins Ziel. Beim Weltcup von Altenberg qualifizierte sich Sochowicz als Fünfter für das Rennen, wurde dort 20.; die polnische Teamstaffel fuhr nur auf den neunten und somit letzten Rang. In Winterberg, wo zugleich die Europameisterschaften ausgetragen wurden, gelang mit dem siebten Rang die Qualifikation für das Wertungsrennen, welches er jedoch nur auf dem 22. Rang beendete und damit den zweiten Lauf verpasste; ein 19. Platz stand in der Europameisterschaftswertung als Ergebnis. Die polnische Teamstaffel wurde Sechste der Weltcupwertung und erreichte einen guten fünften Platz in der EM-Wertung. Über einen erneuten siebten Platz im Nationencup qualifizierte sich Sochowicz bei der Station Oberhof II für das Weltcuprennen, das er auf Rang 17 beendete; im Mixedrennen fuhr er zusammen mit Klaudia Domaradzka auf den zwölften Platz. Bei den Weltmeisterschaften 2025 in Whistler belegten sie zusammen mit Mixedrennen den 14. Platz, Sochowicz fuhr im Einsitzer auf Rang 15.

## Privates
Mateusz Paweł Sochowicz lebt in Karpacz. Er studiert an der Akademia Wychowania Fizycznego im. Jerzego Kukuczki w Katowicach in Katowice.

## Erfolge

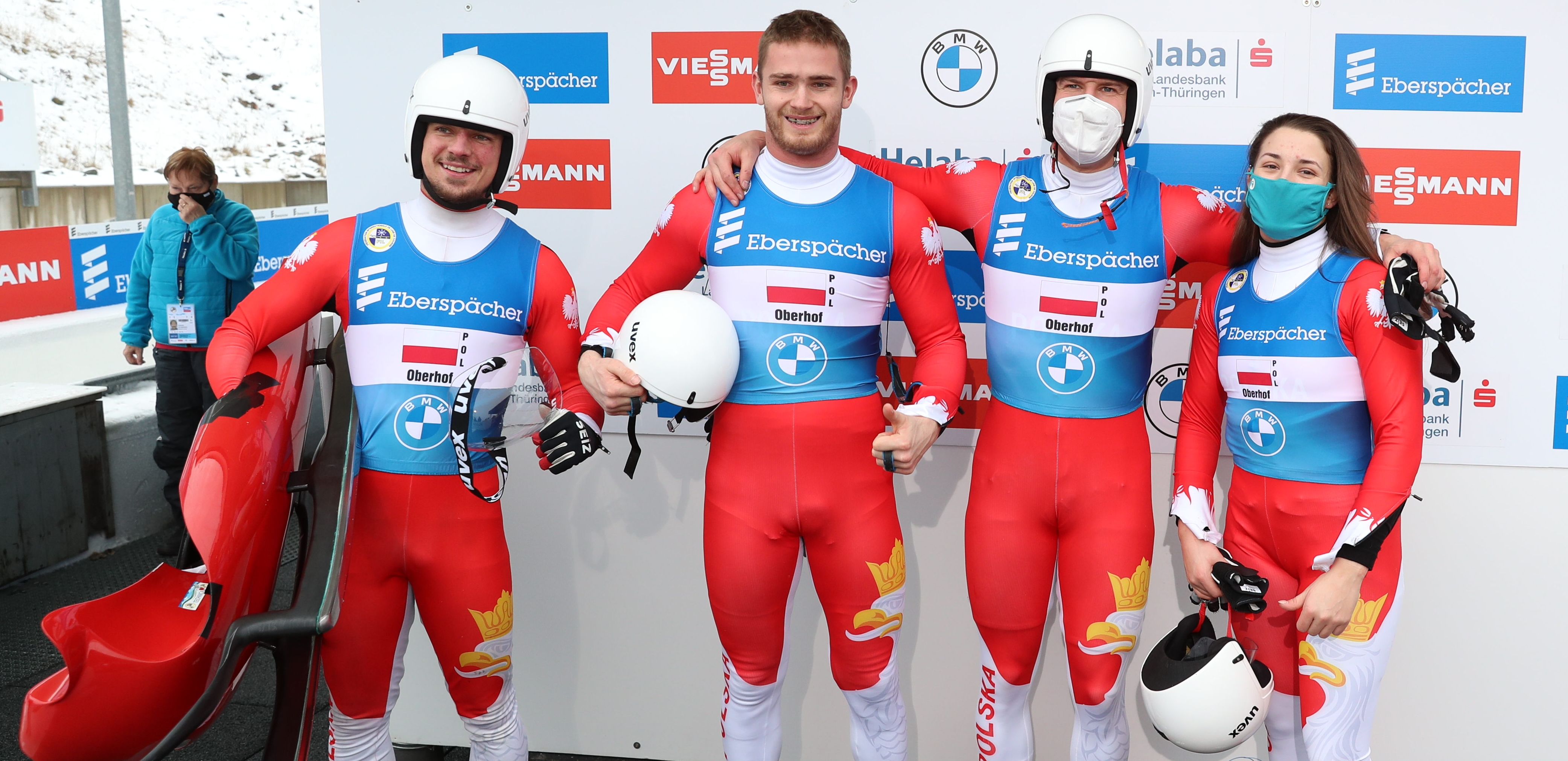
Jakub Kowalewski, Wojciech Chmielewski, Mateusz Sochowicz und Klaudia Domaradzka als Teamstaffel beim Rennrodel-Weltcup Oberhof I (2020)

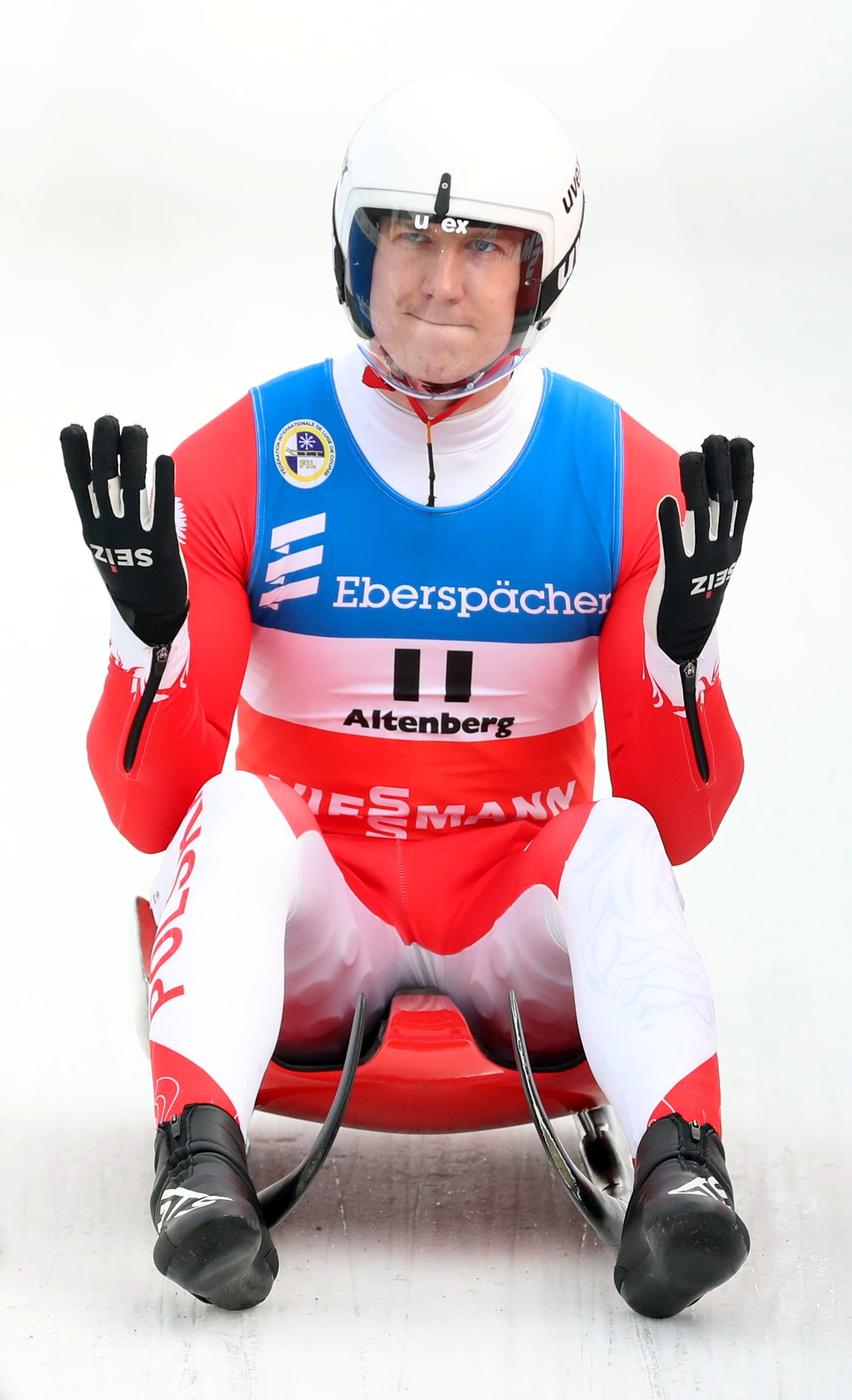
Mateusz Sochowicz beim Weltcup in Altenberg (2020)

Teamstaffel-Weltcup
- 2020/21:  in der Teamstaffel (Oberhof I)

Nationencup-Gesamtwertung
- 2020/21:  im Einsitzer

Polnische Meisterschaften
- 2016:  im Einsitzer und  im Mannschaftswettbewerb
- 2017:  im Einsitzer und  im Mannschaftswettbewerb
- 2018:  im Einsitzer
- 2019:  im Einsitzer
- 2020:  im Einsitzer und  im Mannschaftswettbewerb

### Gesamtweltcup
| Saison  | Platz | Punkte |
| ------- | ----- | ------ |
| 2015/16 | 49.   | 014    |
| 2016/17 | 40.   | 042    |
| 2017/18 | 31.   | 097    |
| 2018/19 | 30.   | 117    |
| 2019/20 | 25.   | 155    |
| 2020/21 | 20.   | 137    |
| 2021/22 | 48.   | 014    |
| 2022/23 | 64.   | 031    |
| 2023/24 | 28.   | 076    |

### Nationencup
| Saison  | Platz | Punkte |
| ------- | ----- | ------ |
| 2015/16 | 43.   | 038    |
| 2016/17 | 28.   | 125    |
| 2017/18 | 15.   | 241    |
| 2018/19 | 15.   | 250    |
| 2019/20 | 10.   | 289    |
| 2020/21 | 03.   | 387    |
| 2021/22 | 45.   | 036    |
| 2022/23 | 32.   | 062    |
| 2023/24 | 22.   | 124    |